# ولادیمه
ولادیمه، روستایی است از توابع بخش هزارجریب شهرستان نکا در استان مازندران ایران.

## جمعیت
این روستا در دهستان زارم‌رود قرار دارد و براساس سرشماری مرکز آمار ایران در سال ۱۳۸۵، جمعیت آن ۱۹۳ نفر (۳۷خانوار) بوده‌است.